# Rue Maurice Charlent
La rue Maurice Charlent est une voie bruxelloise de la commune d'Auderghem qui relie le boulevard des Invalides à la rue Jules Cockx à hauteur de Beaulieu sur une longueur de 340 mètres. La numérotation des habitations va de 3 à 53 pour le côté impair et de 2 à 58 pour le côté pair.

## Historique et description
En 1926, le tronçon situé entre les actuels rue Alderson Jeuniau et boulevard des Invalides a été aménagé par l'entrepreneur Jacobs, bien avant le second tronçon de la rue. On peut aisément le remarquer sur place par le style des immeubles.
Le 5 juin 1926, le collège décida de donner à la voie le nom de « rue Maurice Charlent ».
L'intention était de prolonger la rue jusqu'au pont dit de Belle Vue, situé à la hauteur de l'actuelle station Beaulieu. Mais l'expropriation des terrains ne sera finalisée qu'en 1963.

### Origine du nom
Le nom de la rue vient du sergent Maurice Arthur Eugene Joseph CHARLENT, né le 23 avril 1895 à Ciney, mort d'une méningite le 18 septembre 1914 à Belgrade (Namur) lors de la première guerre mondiale. Il était domicilié en la commune de Auderghem.

## Situation et accès
| ___ | Ce site est desservi par la station de métro : Beaulieu. |

## Inventaire régional des biens remarquables
- Premier permis de bâtir délivré le 19 juillet 1926 pour le no 11.